# Тодор Трифонов
Тодор Трифонов Тодоров е български офицер, генерал-майор.

## Биография
Роден е на 28 март 1929 г. в плевенското село Одърне. Учи в гимназия в Плевен до 1948 г. Учи във Висшето народно военновъздушно училище „Георги Бенковски“ в Долна Митрополия от януари 1949 до април 1950 г. и завършва неговия 70-ти випуск. Военната му служба започва в шести изтребителен авиополк в карловското село Марино поле. От февруари 1951 г. е на служба в петнадесети изтребителен авиополк. От 1953 г. е военен летец първи клас. Бил е командир на първа изтребителна авиоескадрила, част от деветнадесети изтребителен авиополк (1954). През 1958 г. е в Съветския съюз, където е старши на ескадрила за усвояване на МиГ-19ПМ. През 1963 г. завършва Военната академия в София. Между 1964 и 1966 г. е командир на деветнадесети изтребителен авиополк. През 1968 г. завършва Генералщабната академия в Москва. Между 1968 и 1972 г. е заместник-командир по летателната част на десети смесен авиационен корпус. От 1972 до 1973 г. е първи заместник-командир на корпуса. В периода 1973 – 1978 г. е командир на десети смесен авиационен корпус. От 1974 г. е генерал-майор, а през 1976 г. е удостоен със званието „Заслужил летец на НРБ“. През 1992 г. се пенсионира като старши инспектор по авиацията на Българската армия.
На 26 март 2014 г. о.з. генерал-майор Тодор Тодоров е награден с орден „За военна заслуга“ първа степен за особено значимия му личен принос и заслуги при изграждането и развитието на бойните способности на Военновъздушните сили и отбраната на страната. Умира на 13 юни 2016 г.

## Образование
- Висше военновъздушно училище „Георги Бенковски“ – януари 1949-април 1950
- Военна академия „Г.С. Раковски“ – до 1963
- Академията на Генералния щаб на Съветската армия – до 1968

## Военни звания
- лейтенант – 1950
- генерал-майор – 1974